# Makes Me Wonder
«Makes Me Wonder» es el primer sencillo lanzado del segundo álbum de la banda Maroon 5 titulado It Won't Be Soon Before Long (2007). La canción ha sido lanzada en varios países y ha tenido una muy buena acogida, llevando a la banda al tercer puesto del top 5 de las listas en Estados Unidos y como número uno en el listado de Billboard Hot 100.
La canción rompió el récord anterior alcanzado, hasta ahora, por «A Moment Like This» de Kelly Clarkson, por su rápido ascenso hasta el número 1 en la historia del conteo de la Billboard Hot 100, subiendo desde el número 64 hasta el primero, en tan sólo una semana.

## Trasfondo
La letra de "Makes Me Wonder" tiene dos significados diferentes. Un significado al que se refiere Adam Levine es el de la frustración por la política y papel de Estados Unidos en la guerra en Irak. Según él, la canción muestra su confusión sobre la política en los Estados Unidos. 
El segundo significado es simplemente sobre el amor. Las letras en el coro refleja una de las relaciones de Levine en que le fue horriblemente mal. Levine afirma acerca de su relación, "Tuvo algo que ver con nuestra creciente descontento con las cosas y la confusión que estaba en el aire."
La canción ascendió a la lista A de BBC Radio 1 el 7 de mayo de 2007. 
Esta canción se presentó en el 2007 Nickelodeon Kid's Choice Awards, American Idol, y muchos talk shows.

## Video musical
El vídeo se estrenó en Total Request Live de MTV el 29 de marzo de 2007. El video fue filmado en el Aeropuerto Internacional de Los Ángeles y en el Departamento de Transporte de Los Ángeles, y fue dirigido por John Hillcoat. Levine dijo que el director tiene una idea de convertir el aeropuerto en una extraña, surrealista, sexualmente cargada, a la moda mundo. En el video, la puerta se encuentran en "M5", que hace relación con Maroon 5.

## Versiones
La canción tiene dos versiones, una "limpia" y otra "súper limpia". Las pistas son idénticas, salvo que en la versión "súper limpia" la palabra "God" fue eliminada del 2º verso y la palabra "fuck" censurada totalmente. La versión "súper limpia" se tocó en los Kids Choice Awards 2007.

## Grammy Awards 2008
La banda ganó su tercer Grammy por "Best Pop Performance by a Duo or Group with Vocal" (Mejor Actuación Pop de un Dúo o Grupo) por «Makes Me Wonder».

## Ranking

### Posiciones más altas
| País            | Proveedor (es)                            | Posición |
| --------------- | ----------------------------------------- | -------- |
| Alemania        | Germany Singles Chart                     | 11       |
| Australia       | ARIA                                      | 6        |
| Austria         | Austria Singles Chart                     | 12       |
| Bulgaria        | Bulgarian Singles Chart                   | 23       |
| Canadá          | Canadian Hot 100                          | 1        |
| Dinamarca       | Denmark Singles Chart                     | 5        |
| Eslovaquia      | Slovakia IFPI Chart                       | 8        |
| Estados Unidos  | Billboard Hot 100                         | 1        |
| Estados Unidos  | Pop 100 (Billboard)                       | 1        |
| Estados Unidos  | Hot Dance Club Play (Billboard)           | 1        |
| Estados Unidos  | Hot Adult Contemporary Tracks (Billboard) | 9        |
| Francia         | France Singles Chart                      | 40       |
| Países Bajos    | Netherlands Singles Chart                 | 7        |
| Irlanda         | Irish Singles Chart                       | 10       |
| Italia          | Italy Singles Chart                       | 16       |
| Noruega         | Norway Singles Chart                      | 7        |
| Nueva Zelanda   | New Zealand Singles Chart                 | 8        |
| Reino Unido     | UK Singles Chart                          | 2        |
| República Checa | Czech IFPI Chart                          | 10       |
| Suecia          | Sweden Singles Chart                      | 26       |
| Suiza           | Swiss Singles Chart                       | 14       |
| Venezuela       | Venezuela Singles Chart                   | 4        |
| -               | ARC Weekly Top 40                         | 2        |

| Predecesor: "Girlfriend" de Avril Lavigne   | Billboard Hot 100 - Sencillo n.º 1 12 de mayo de 2007 - 19 de mayo de 2007               | Sucesor: "Buy U a Drank (Shawty Snappin')" de T-Pain con Yung Joc |
| Predecesor: "Umbrella" de Rihanna con Jay-Z | Billboard Hot Dance Airplay - Sencillo n.º 1 11 de agosto de 2007 - 18 de agosto de 2007 | Sucesor: "Stranger" de Hilary Duff                                |